# Pachnobia elisabethae
Pachnobia elisabethae är en fjärilsart som beskrevs av Kotzsch 1934. Pachnobia elisabethae ingår i släktet Pachnobia och familjen nattflyn. Inga underarter finns listade i Catalogue of Life.